# 汉学商兑
《漢學商兌》是方東樹作品，凡三卷。

## 內容主旨
《漢學商兌》一書多攻清儒戴震、万斯同、顾炎武、毛奇龄等考據之失誤，摘录其原文，各为辨正於其下，故书名“商兌”。《漢學商兌》初刊于道光十一年（1831年），是桐城派弟子方東樹本人对江藩《漢學師承記》的反響，也是宋學對於清學的一次具體反擊，所謂“眾口一舌，不出于训诂、小学、名物、制度，弃本贵末，违戾诋诬于圣人躬行求仁、修齐治平之教。一切抹杀，名为治经，实足乱经，名为卫道，实则畔道。”又說“宋儒義理，實不能不用訓詁考證，而漢學訓詁考證，實不足盡得聖人之義理”。《漢學商兌》一書雖不無洞見，然語多漫罵，乃至於稱漢學是“鴆酒毒脯，烈腸洞胃”，如“洪水猛兽，横波荡流”。

## 評價
- 梁启超评《汉学商兑》说:“其文辞斐然，论锋敏锐，所攻者间亦中症结。”[2]